# シュヴァーベン同盟

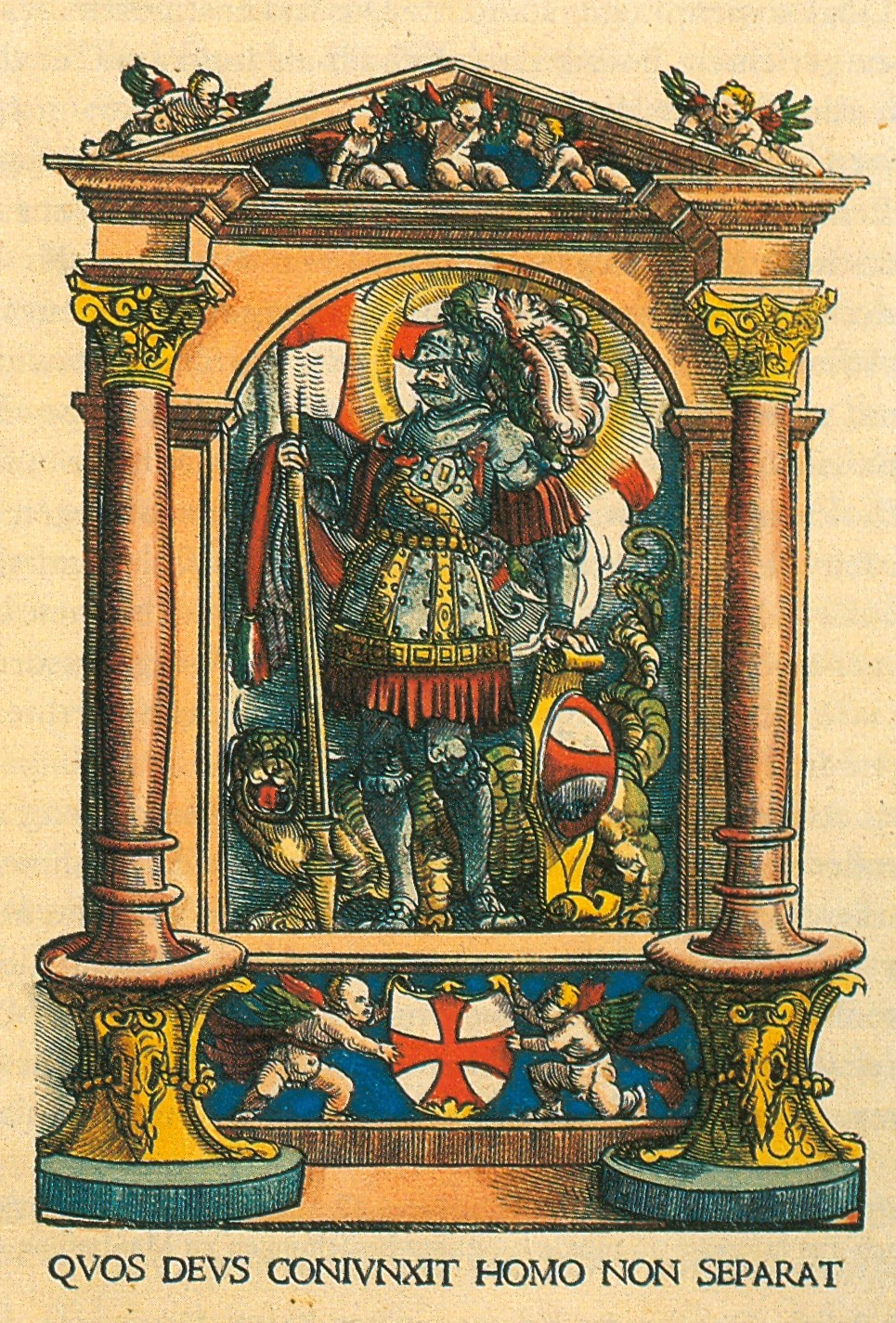
シュヴァーベン同盟の紋章。ハンス・ブルクマイアー作、1522年。

シュヴァーベン同盟（シュヴァーベンどうめい、ドイツ語: Schwäbischer Bund）は、神聖ローマ帝国の主にシュヴァーベン大公領における帝国等族（帝国自由都市、高位聖職者、公国、騎士）の相互防衛と平和維持を目的とした組織。1488年、神聖ローマ皇帝フリードリヒ3世の要望とマインツ大司教ベルトルト・フォン・ヘンネベルクの支援で成立した（ただし、ヘンネベルクは君主より諸侯会議を重視したためフリードリヒ3世の後継者マクシミリアン1世とたびたび対立した）。シュヴァーベン同盟は帝国の平和を保とうと動き、ヴィッテルスバッハ家のバイエルン諸公による領土拡大政策と南の原初同盟からの「革命」という脅威に対処した。同盟は定期会議を開催して、裁判所をもうけたほか歩兵12,000と騎兵1,200の軍勢を維持した。

## 沿革
1486年にバイエルンがレーゲンスブルクを併合したなどの事件によりシュヴァーベンにおける混乱が明らかになると、当時オーストリア・ハンガリー戦争の最中で兵員と資金を必要としたフリードリヒ3世はシュヴァーベン諸都市の調停に乗り出した。彼は代表のウーゴ・フォン・ヴェルデンベルク＝トロヒテルフィンゲン伯爵（Hugo von Werdenberg-Trochtelfingen）を通じて改革を提言した。ウーゴはエスリンゲンでシュヴァーベン諸侯と会談して、おそらくマインツ大司教ベルトルトによる改革案を提示した。これにより、シュヴァーベン同盟は1488年2月14日に成立した。シュヴァーベン同盟の成員は帝国都市である22都市のほか、ザンクト・イェルゲンシルト騎士団、聖職者、諸侯国（ブランデンブルク＝アンスバッハ、バーデン、バイエルン、ブランデンブルク＝バイロイト、ヘッセン、マインツ、プファルツ選帝侯領、トリーア、チロル、ヴュルテンベルク）も参加した。同盟の事務は諸侯、都市、騎士の3身分で構成される連邦議会によって行われ、1万3千人の軍勢を有していた。同盟は1488年にネーデルラントに囚われていたマクシミリアン1世を救出、以降も彼を支持し続けた。
同盟は1492年にバイエルン公アルブレヒト4世にレーゲンスブルクを放棄させたが、1496年にヴュルテンベルク公エーバーハルト1世が死去した後、シュヴァーベン同盟に明らかな指導者はおらず、1499年にバーゼルの和約が締結され対スイス戦争が終結して1504年にヴィッテルスバッハ家が決定的に敗北すると、同盟は目的を達成した。同盟の主要な行動で最後となったのは1519年にヴュルテンベルク公ウルリヒが自由都市ロイトリンゲンを併合したとき、ヴュルテンベルクに攻め入ってウルリヒを追放した後にヴュルテンベルクを皇帝カール5世に売却したことだった。以降は1523年の騎士戦争でフランツ・フォン・ジッキンゲン率いるフランケンの騎士を撃破、1525年にケーニヒスホーフェンとインゴルシュタットの農民反乱（ドイツ農民戦争）を鎮圧した。
宗教改革によりシュヴァーベン同盟の成員が分裂したため、同盟は衰退、1534年2月2日には更新されずに終息した。

## 成員
- チロル伯および前方オーストリア（英語版）大公ジークムント、1490年以降はマクシミリアン大公
- ヴュルテンベルク伯エーバーハルト5世（1495年、ヴュルテンベルク公に昇格）、1496年以降はエーバーハルト2世

1489年までに加入：
- アウクスブルク司教フリードリヒ・フォン・ホーエンツォレルン（英語版）
- バーデン辺境伯クリストフ1世
- ブランデンブルク＝アンスバッハ辺境伯ゲオルク・フリードリヒ
- ブランデンブルク＝バイロイト辺境伯ジークムント
- マインツ大司教および選帝侯ベルトルト・フォン・ヘンネベルク（英語版）
- トリーア大司教および選帝侯ヨハン2世・フォン・バーデン（英語版）

1500年、バイエルンとの和解により加入：
- バイエルン＝ミュンヘン公アルブレヒト4世、1503年以降は再統一したバイエルン公国の公

1512年、バーデンとヴュルテンベルクが脱退したが、バンベルク司教領とアイヒシュテット司教領が加入した。1512年以降に加入した諸侯：
- ヘッセン方伯フィリップ1世、1519年加入
- プファルツ選帝侯ルートヴィヒ5世、1523年加入
- プファルツ＝ノイブルク公オットー・ハインリヒとフィリップ、1523年加入
- ヴュルツブルク司教（英語版）コンラート・フォン・テュンゲン（英語版）、1523年加入
- ザルツブルク司教（英語版）マテウス・ラング・フォン・ヴェレンブルク（英語版）、1525年加入